# 漢娜的遺言
《漢娜的遺言》（英語：Thirteen Reasons Why），作者為傑伊·艾夏，於2007年獲《紐約時報》青年小說暢銷小說。英文版由《RazorBill》（Penguin Books的成人小說類）出版。精裝版在2011年七月獲得最暢銷小說榜第一名。2011年五月，本書的擁護者建立了一個名為“13rwproject.com ”的網站，使他們可以將他們的心得感想以文字、照片或影片的方式發表在網站上。傑伊·艾夏的小說在奧地利、比利時、巴西、加拿大、捷克共和國、丹麥、法國、德國、匈牙利、冰島、印度、印度尼西亞、以色列、意大利、日本、韓國、台灣、立陶宛、荷蘭、挪威、菲律賓、波蘭、葡萄牙、塞爾維亞、新加坡、西班牙、瑞典、土耳其、英國、澳大利亞、芬蘭、愛沙尼亞和越南等地區都有出版。

## 內容
克雷·詹森(Clay Jensen)，一個害羞的高中生，一天回家發現家門口躺著一只匿名寄送的包裹。打開它後，他發現這是一個鞋盒，裡頭裝著七個錄音帶，而且是漢娜·貝克做的，她是一位最近吃安眠藥自殺的同學。這些錄音帶是照順序的寄給同班同學的，從連鎖信的風格來看，是從第一個涉入故事的人直到最後一個人。在這些錄音帶中，漢娜解釋這十三個人在她的死亡中各扮演什麼樣的角色，且帶出為什麼她要自殺的十三個原因。漢娜也將錄音帶的複本給他們之中的某個同學，而克萊事後發現複本在誰手上，而這個人也警告這些列在錄音帶順位的人，假如他們不按規定依序寄送給下一個人，這個複本就會向整個學生團體公開。
隨著心跳聲，漢娜揭露了因為有這些使她痛苦和折磨的絕望漩窩，才會最終導向了她的死亡。她列出了她的初吻對象、兩名前友人、窺視者湯姆、說謊人、佔她便宜的混蛋、憎恨者、偷她詩集的人、清單上已經提過的人、撞上「禁止進入」號誌的拉拉隊隊長、跟她有過性關係的人、輔導員以及克萊他自己。這些人都認為他們的行為是無害的，但是他們都錯了。不論這些人喜不喜歡，漢娜的錄音帶會永遠在這些人身邊出現，並且向這些人說明他們的的每一個行為舉止都會對其他人產生無法想像的影響。
克雷的朋友托尼被發現是擁有複本的人，保護它以防一旦這些人不按照她的規定行事就要將複本公諸於世。而克雷發現他與漢娜的死亡無關，而她也不責怪他後，便將錄音帶交給下一個人，傑尼。
第一個收到這個清單的人是賈斯汀。賈斯汀曾是漢娜的初吻對象。在幻想與賈斯汀的吻時，她最後親了他，但是賈斯汀卻告訴他的朋友他們有過性關係，使大家以為她是個蕩婦。漢娜與賈斯汀則在一個月後分手。
第二個人是亞歷士。亞歷士曾列了一個在漢娜學校的新生班級中誰是最熱門的人物與否的清單。之後，他公布了這項清單，其中揭示出漢娜獲得了「最棒的臀部」的稱號，贏過潔西卡。最後發現是亞歷士為了報復才把她們相提並論。
第三個人是潔西卡。經過亞歷士的清單一事後，漢娜打敗了她，而她因此向漢娜動手，並且對漢娜的眼球造成嚴重的傷害。其他人因而開始對漢娜再次品頭論足。這次事件在漢娜的人生留下了永遠的疤痕。
第四個人是泰勒。也就是「窺視者湯姆」。他拍了漢娜在房間時的照片，使得漢娜請考特尼過來阻止他。
第五個人是考特尼。她是學校長相最甜美的女孩，但是她在阻止窺視者湯姆的行為後，開始放出有關漢娜的謠言。考特尼便利用漢娜搭她的便車前往一場派對，並利用漢娜保持她自己的形象。
第六個人是馬克斯。在啦啦隊的情人節募款活動中，被測出和漢娜很合得來，因此他將漢娜約出來，想要侵犯漢娜。漢娜將他推開後，他說自己只是跟她玩玩而已，便離開了。

## 書籍出版資訊
| 出版者     | 出版日期      | 媒介   | 頁數  | 書籍編碼               | 譯者   |
| ---------- | ------------- | ------ | ----- | ---------------------- | ------ |
| 春天出版社 | 2017年3月21日 | 平裝書 | 304頁 | ISBN 978-986-94527-1-7 | 陳宗琛 |

## 外部連結
- Cynsations作者訪談：「漢娜的遺言」傑伊．艾夏 （页面存档备份，存于）
- 漢娜的遺言（Facebook） （页面存档备份，存于）
- 漢娜的遺言官方網站 （页面存档备份，存于）
- 「漢娜的遺言」計畫 （页面存档备份，存于）
- 立即求助資訊 （页面存档备份，存于）